# Radial scar
Il (o la) radial scar è una lesione benigna della mammella.
Ha numerosi sinonimi, che da soli descrivono la natura della formazione: lesione scleroelastosica, cicatrice raggiata, epiteliosi infiltrante, proliferazione papillare sclerosante, lesione sclerosante non incapsulata, adenosi sclerosante con pseudoinfiltrazione.
È una lesione iperplastica raggiata, epiteliostromale, caratterizzata da adenosi ed epiteliosi disposte a corona attorno a un centro scleroelastosico. Rilevabile mammograficamente come addensamento raggiato, raramente come massa palpabile. Non comporta come tale un aumento significativo di rischio di comparsa di carcinoma. Eventualmente può concomitare proliferazione epiteliale (20%).